# Hilara mollis
Hilara mollis är en tvåvingeart som beskrevs av Collin 1941. Hilara mollis ingår i släktet Hilara och familjen dansflugor. Inga underarter finns listade i Catalogue of Life.